# Алекс Гоф
Алекс Гоф (Калгари, 12. мај 1987) је канадска репрезентативка у санкању. Санкањем је почела да се бави са тринаест година.
На Олимпијским играма дебитовала је у Торину 2006. где је заузела двадесето место. У Ванкуверу 2010. била је осамнаеста, а у Сочију 2014. заузела је четврто место. У Сочију је такође била четврта у штафети. На Олимпијским играма у Пјонгчангу 2018. освојила је бронзану медаљу, и тако освојила прву медаљу у историји за Канаду на ЗОИ. Након тога дошла је до сребрне медаље у штафети заједно са колегама из канадске репрезентације.
На Светско првенству освојила је две бронзане медаље појединачно и једно сребро и три бронзе у штафети.